# Stade George-Odlum
Le stade George-Odlum (en anglais : George Odlum Stadium), est un stade omnisports saint-lucien (servant principalement pour le football) situé dans la localité de Saint-Urbain, dans la localité du Vieux Fort.
Le stade, doté d'une capacité de 9 000 places et inauguré en 2002, sert de domicile pour l'équipe de Sainte-Lucie de football.
Il porte le nom de George Odlum (en), homme politique saint-lucien et ministre des Affaires étrangères du pays entre 1979 et 1981 et représentant permanent aux Nations unies entre 1995 et 1996.

## Histoire
Financé par la République populaire de Chine, le stade ouvre ses portes en 2002.
Il porte son nom actuel depuis 2007, puis est rénové en 2009.